# István Somodi

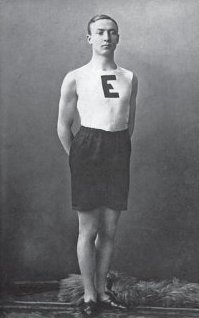
Somodi István magyar atléta, sportújságíró, városi ügyész. A londoni olimpiai játékokon második helyezést szerzett.

István Somodi (22 de agosto de 1885 - 8 de junio de 1963) fue un atleta húngaro que compitió en los Juegos Olímpicos de 1908 en Londres.
Somodi ganó la medalla de plata olímpica en atletismo durante los Juegos Olímpicos de 1908 en Londres. Terminó segundo conjunto en el salto de altura con un salto de 1,88 misma altura que Georges Andre de Francia y de Cornelius Leahy de Gran Bretaña. El estadounidense Harry Porter fue campeón olímpico en 1908 que era un nuevo récord olímpico.